# Urre
Urre est le mot basque désignant l'« or » dans les contes et légendes de la mythologie basque,. D'après des croyances populaires, il existe de nombreux endroits où de l'or est enterré. On signale ainsi plusieurs montagnes, des cavernes, des vieux monuments, des maisons, des hauteurs rocheuses.

## Étymologie
Urre signifie « or » en basque. Urre (or) doit être lié à la racine latine aurum, alors que zilar (argent) est d'origine proto-indo-européen, très similaire à silver en anglais

## Lieux des légendes
- Les montagnes :

À Maruelexa (église des Maru), Urre est le nom du castro situé au sommet d'Arrolamendi, près de Nabarniz (Biscaye), un trésor y est enterré. Le matin de la Saint Jean, lorsqu'on voit poindre le soleil à l'horizon, un chaudron sort de terre au point précis où se trouve le précieux dépôt.
À Igozmendi, près d'Aulestia (Biscaye), il y a une caisse d'or.
Sur le mont Goikogane (Arrankudiaga) à Udalatx, il y a également une caisse d'or à l'endroit où les rayons du soleil tombent droits à midi.
Sur le mont Ereñozar sur le territoire de Kortezubi (Biscaye) est enterré un idinarru (peau de bœuf), remplie d'or.
Dans le massif d'Urbasa, les bergers, les agriculteurs et les sauvages du passé croyaient qu'il y avait un tas d'or si peu enfoui que les chèvres pouvaient le mettre au jour rien qu'en passant avec leurs sabots. Ils pensaient qu'il y avait un gros tas d'or sous terre, ou un zahagi en or dans le pire des cas. Ce tas d'or souterrain était gardé par des Laminak, parfois par des Jentilak, par des voleurs ou autres.
- Les cavernes :

Un voleur laissa ses trésors dans une grotte du mont Itzine à Orozko (Biscaye) appelée Atxulaur. Étant mort au loin, personne ne put pénétrer dans l'antre gardé par zezengorri, un taureau de feu.
Dans les cavernes de Mairuelegoreta il y a aussi de l'or enterré. Les paysans des environs y firent de vastes fouilles afin de l'extraire mais sans succès
Dans une grotte d'Oiartzun (Guipuscoa) aussi de l'or enterré mais à l'entrée on entend le chant du coq de la maison Berdabio.
- Les fermes :

Dans la forêt des montagnes de Goizueta (Navarre), à la frontière d'Oiartzun (Guipuscoa), la forge et la ferme de Berdabio seraient encore debout. On disait qu'il y avait le fils qui avait une mine d'or et qui aurait fait de la fausse monnaie. L'homme qui fabriquait de la fausse monnaie avait un vendeur, un dénommé Trabuko, une canaille. L'usurier aurait été mis en prison à Pampelune. Il a non seulement été emprisonné, mais également condamné à mort. Il mourut, et fut enterré auprès de son père. Une chanson de Mikel Laboa et du groupe Oskorri raconte cette histoire dans la chanson Berdabioko semea.
Une lamina de la caverne d'Akelarre, est sur le point d'accoucher. Son époux se rend à la ferme Lekuberri pour chercher une sage-femme. La maîtresse de maison, la dame de Lekuberri (une maison de Zugarramurdi) l'accompagne jusqu'à la grotte. Après la naissance de l'enfant, en signe de gratitude, les laminak lui font don d'une quenouille et un fuseau en or, mais elle ne devra pas regarder en arrière tant qu'elle n'aura pas franchi le seuil de sa maison. Pendant le trajet de retour, la femme entend de grands bruits mais elle a la présence d'esprit de ne pas se retourner. Sur le pas de sa porte, la curiosité est plus forte et elle regarde. Comme elle avait quand même un pied dedans, seule la moitié de ses cadeaux lui est enlevée.
Il y a une version semblable dans la zone rocheuse d'Aizpuru à Ituren (Navarre) où vivaient des laminak. On sentit des douleurs d'accouchement et les Laminak demandèrent de l'aide à Dame Yoanea comme sage-femme. Ils l'emmenèrent à la maison des laminak, où tout était en or. Dès qu'elle eut fini son travail, ils lui ont demandé combien était son salaire. Elle leur a dit qu'elle voulait une carde afin de démêler et aérer les fibres textiles avant de pouvoir être filées. Ils lui en donnèrent une en or, lui disant de ne surtout pas regarder en arrière en rentrant chez elle. Les laminak l'ont accompagnée avec de la musique. En entrant dans la maison, une jambe à l'extérieur et l'autre à l'intérieur, elle regarda en arrière, puis les laminak lui prirent violemment la moitié de la carde. On dit que Yoanea s'en est construite avec une autre moitié.